# Robert Barker
Robert Barker (1739 - 1806) va ser un pintor irlandès conegut principalment per ser el primer en plantejar la idea de panorama l'any 1792 per tal d'intentar descriure una de les seves pintures d'Edimburg, Escòcia.

## Biografia
Robert Barker va néixer l'any 1739 a Kells, un poble del comtat de Meath, a Irlanda. Va contraure matrimoni amb una de les filles del senyor Aston, un metge famós de Dublín. Van tenir dos fills, Thomas Edward Barker i Henry Aston Barker. El fill petit, Henry, esdevindria un artista igual que el seu pare, a qui ajudaria i, posteriorment, substituiria en l'art de pintar i exhibir panorames. Thomas, el seu fill gran, encara que no es convertiria en un artista com el seu pare i el seu germà, sí que va continuar gestionant el negoci familiar després de la mort de Robert, i l'any 1801 va muntar una exhibició de panorames en col·laboració amb l'artista Ramsay Richard Reinagle a The Strand, a Londres.
Barker va introduir-se al món de la pintura després de fracassar en l'intent de establir un negoci a Dublín. En un primer moment, va interessar-se pel retrat i la pintura en miniatura. No obstant això, no es conserva res del seu treball com a pintor a Dublín, ja que, aparentment, no va tenir molt d'èxit en aquesta etapa. Més tard, va establir-se a Edimburg, on va seguir practicant els mateixos estils de pintura durant un temps.
Barker va idear un sistema mecànic de perspectiva, el qual, arran de la visió de la ciutat que va obtenir des del turó de Calton Hill, el va portar a suggerir per primer cop la idea de panorama, nom que Barker dona al seu invent l’any 1791. L'any 1787, amb l'ajuda del seu fill petit, Henry Aston Barker, que en aquell moment només tenia dotze anys, va començar a fer dibuixos del que seria una visió en semi-cercle des del cim del turó. Finalment, després de superar moltes dificultats, va aconseguir completar la seva pintura utilitzant la tècnica de l'aquarel·la i la va portar a Londres. Allà, Barker va completar la seva pintura; una visió circular completa d'Edimburg de 7,62m de diàmetre, que va exhibir tant a Edimburg com a Londres.
Robert Barker va morir a casa seva a Southwark el 8 d'abril de 1806, a l'edat de 67 anys.

## Els panorames de Barker
Després del seu primer panorama d'Edimburg, Robert Barker va pintar un segon panorama de la visió de Londres des d'Albion Mills, el qual va ser exhibit l'any 1792 i va ser anomenat "un cop d'ull a Londres i Westminster". Aquest segon panorama era molt més gran que el primer i els seus efectes encara van ser més sorprenents. Fins i tot, personalitats que havien mostrar els seus dubtes sobre l'èxit del projecte com Sir Joshua Reynolds, aleshores president de la Royal Society, van rectificar i es van rendir a l'espectacularitat del panorama expressant que aquest «representava la naturalesa d'un mode molt superior a les limitades reproduccions de la pintura».

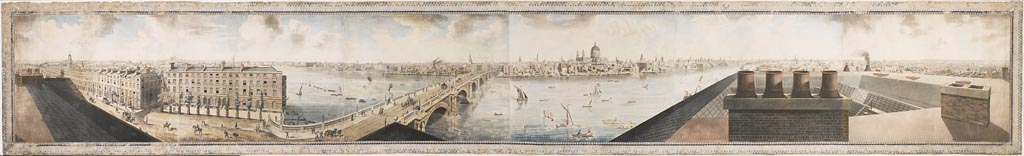
Panorama de Londres de Robert Barker, 1792

L'any 1793, Barker va portar els seus panorames al primer edifici construït a propòsit per l'exhibició d'aquest tipus de pintures, el qual es trobava situat a Leicester Square. Es tractava d'un edifici amb les parets en forma de cilindre, en les quals es plasmaven les pintures panoràmiques. Va ser en aquest moment quan Barker va començar a tenir èxit i a fer una fortuna gràcies al seu treball. La gent estava disposada a pagar tres xílings per estar dret al centre d'una plataforma en aquest edifici i experimentar aquesta experiència "panoràmica" que oferien les pintures. L’any 1794, Barker inaugurà la seva primera sala permanent precisament en aquesta localització; Londres, al nord de Leicester Square. Aquesta, va funcionar contínuament amb molt èxit fins que va tancar el 12 de desembre de 1863.
Els temes recurrents en els panorames de Robert Barker estaven relacionats amb vistes de ciutats, paisatges i batalles navals acompanyades d'escenes de llocs exòtics com Atenes o regions de l'Àrtic. Els visitants accedien a l'edifici a través d'un passatge fosc que simbolitzava l'entrada a un altre món on podrien contemplar els panorames, que estaven il·luminats amb llum natural gràcies a l'obertura del sostre feta a partir de la construcció de vidrieres.
L'assoliment de Barker comptava amb unes manipulacions de la perspectiva que els predecessors del Panorama no s'havien plantejat mai abans. Barker va patentar la seva tècnica per primer cop l'any 1787, i li va donar un nom francès: La Nàture à Coup d'Oeil ("La naturalesa a cop d'ull").
Els panorames de Barker van tenir molt èxit i van donar lloc a la creació de tota una sèrie de panorames "immersius" de diferents pintors. Els conservadors del Museu de Londres van trobar constància de 126 panorames que van ser exhibits al museu entre 1793 i 1863.